# Jemenitische Fußballnationalmannschaft (U-23-Männer)
Die jemenitische U-23-Fußballnationalmannschaft ist eine Auswahlmannschaft jemenitischer Fußballspieler. Sie untersteht dem jemenitischen Fußballverband YFA und repräsentiert diesen international auf U-23-Ebene, etwa in Freundschaftsspielen gegen die Auswahlmannschaften anderer nationaler Verbände, bei U-23-Asienmeisterschaften sowie den Fußballturnieren der Olympischen Sommerspiele und der Asienspiele.
Bisher konnte sich die Mannschaft nicht für das olympische Fußballturnier qualifizieren. An der U-23-Asienmeisterschaft nahm der Jemen zweimal und an den Asienspielen einmal teil, schied dabei aber bei beiden immer bereits in der Gruppenphase aus.
Spielberechtigt sind Spieler, die ihr 23. Lebensjahr noch nicht vollendet haben und die jemenitische Staatsangehörigkeit besitzen.

## Bilanzen
| Olympische Spiele - 1992: Nicht qualifiziert - 1996: Nicht teilgenommen - 2000 bis 2020: Nicht qualifiziert U-22-/23-Asienmeisterschaften - 2014: Gruppenphase - 2016: Gruppenphase - 2018: Nicht teilgenommen - 2020: Nicht qualifiziert | Asienspiele - 2002: Gruppenphase - 2006: Zurückgezogen - 2010 bis 2018: Nicht teilgenommen |